# Władimir Diegtiariow (reżyser)
Władimir Dmitrijewicz Diegtiariow (ros. Влади́мир Дмитрие́вич Дегтярёв, ur. 18 stycznia 1916, zm. 6 października 1974) – radziecki reżyser filmów animowanych oraz scenarzysta i scenograf. Zasłużony Działacz Sztuk RFSRR (1969).

## Życiorys
W 1937 roku ukończył Leningradzkie Kolegium Animacji. Uczestnik II wojny światowej. Na froncie stracił rękę. Nauczył się rysować lewą ręką i studiował na wydziale animacji w WGIK. Po ukończeniu WGIK-u (1948) rozpoczął pracę w „Sojuzmultfilm” jako scenograf animacji w  obrazach reżyserów Wiktora Gromowa, Mstisława Paszczenki, Borisa Diożkina i Giennadija Filippowa. Od 1953 roku reżyser filmów rysunkowych. Współpracował z takimi artystami, animatorami jak Władimir Danilewicz i Anatolij Kuricyn

## Nagrody
Kreskówki reżysera nagrodzone na festiwalach filmowych:
- Brzydkie kaczątko (Гадкий утёнок)
- Czudiesnyj kołodiec
- Kto powiedział „miał”?
- Pieriesolił

## Wybrana filmografia

### Reżyseria
- 1953: Mężny Pak
- 1956: Brzydkie kaczątko
- 1956: Czudiesnyj kołodiec
- 1959: Pieriesolił
- 1962: Kto powiedział „miał”?
- 1967: Jak można najszybciej urosnąć
- 1968: Koziołek liczy do dziesięciu
- 1969: Śnieżynka
- 1970: Słodka bajeczka
- 1972: Noworoczna bajka

### Scenariusz
- 1968: Koziołek liczy do dziesięciu
- 1972: Noworoczna bajka

### Scenografia
- 1949: Pan Wilk
- 1949: Wiosenna bajka
- 1950: Gdy na choinkach zapalają się ognie
- 1951: Serce śmiałka
- 1972: Marzenie osiołka